# Joseph Apoux
Joseph Apoux (1846-1910) was een Franse schilder en illustrator uit de laat 19e eeuw
en aanhanger van het decadentisme. Hij was onder andere de auteur van erotisch getinte prints.
Bij Jean-Léon Gérôme studeerde Apoux schilderen en tekenen, waarna hij zich gespecialiseerde in de technieken aquatint en droge naald. Vanaf 1880 exposeerde hij in Franse salons en nam deel aan de internationale tentoonstelling “Blanc et Noir” in 1886.
Een bekend werk is zijn pornografisch alfabet. “Alphabet pornographique” bij uitgeverij Joly te Parijs. 

## Het pornografische alfabet

Klik op de plaatjes voor vergroting
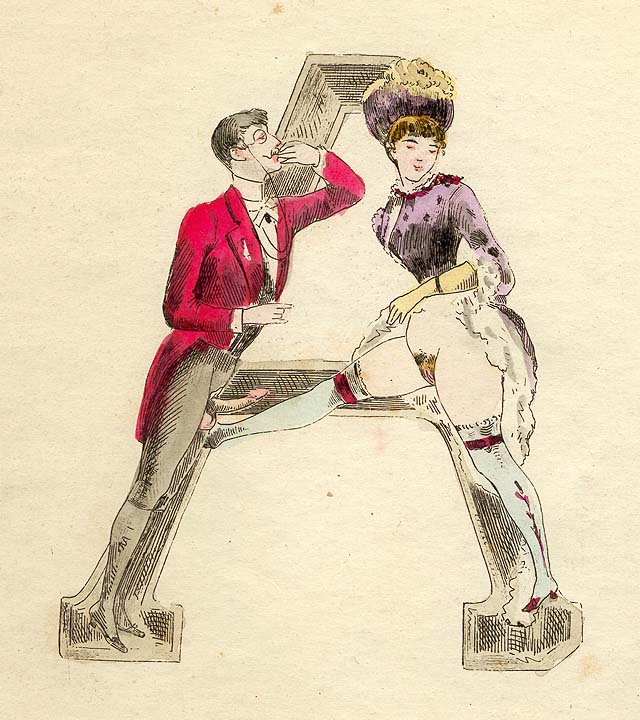
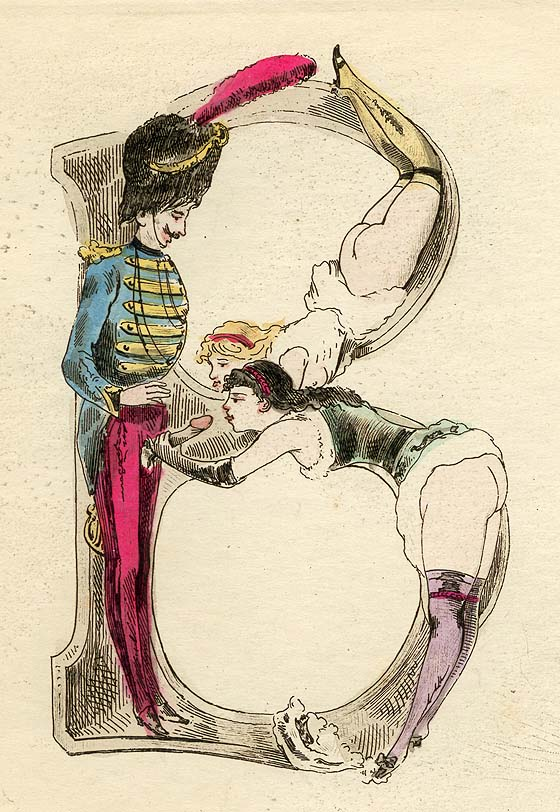
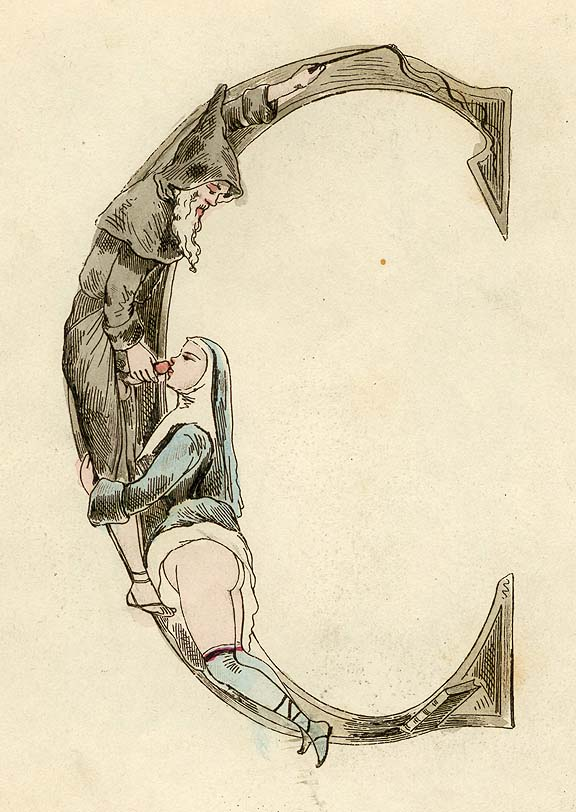
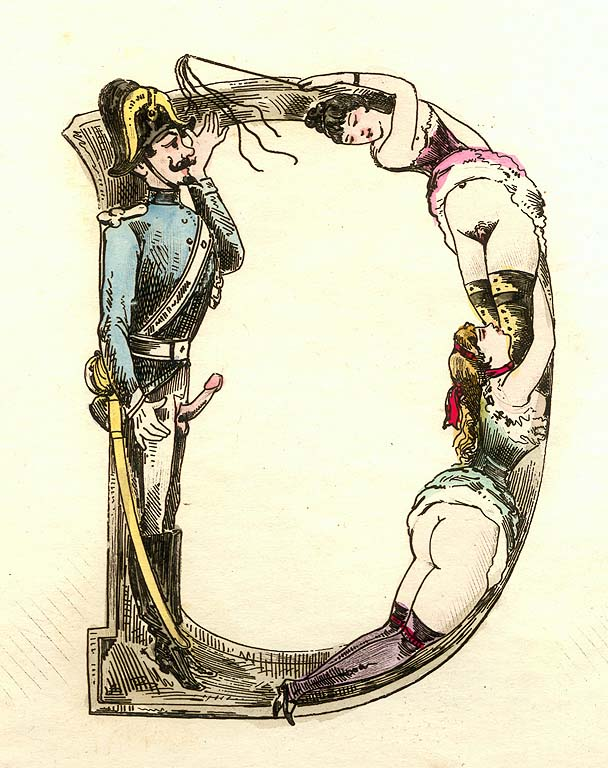
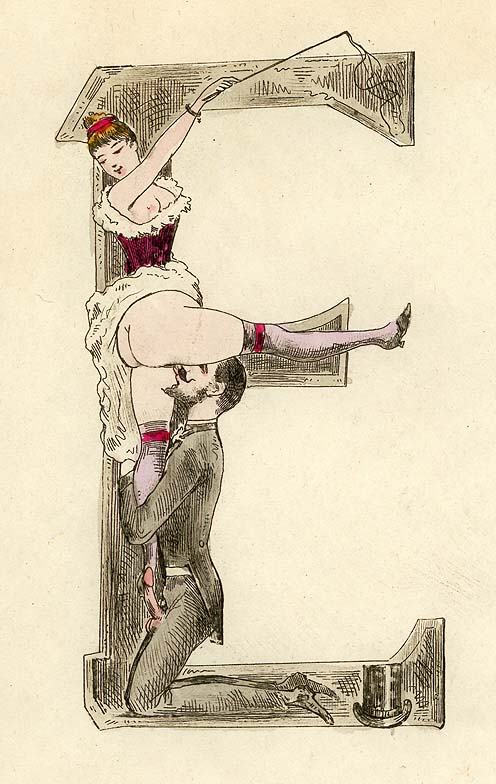
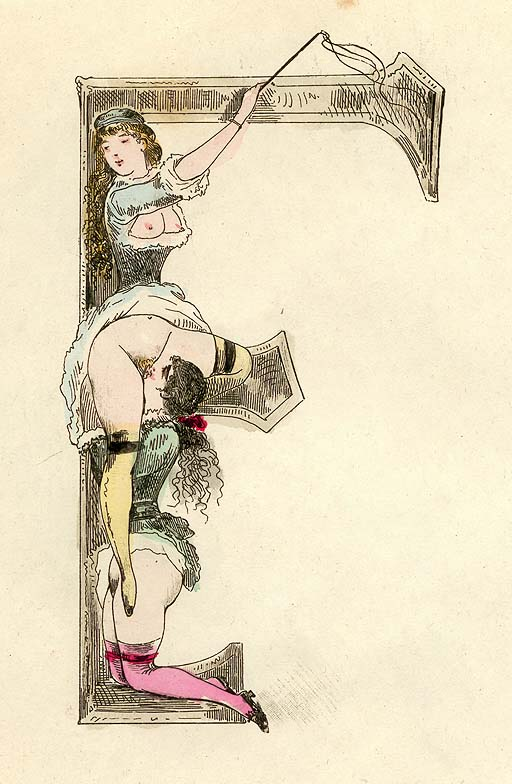
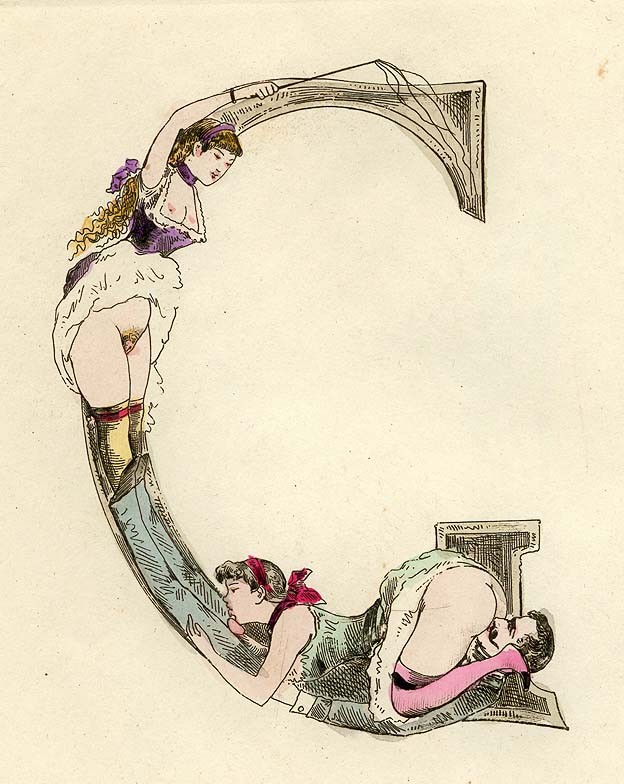
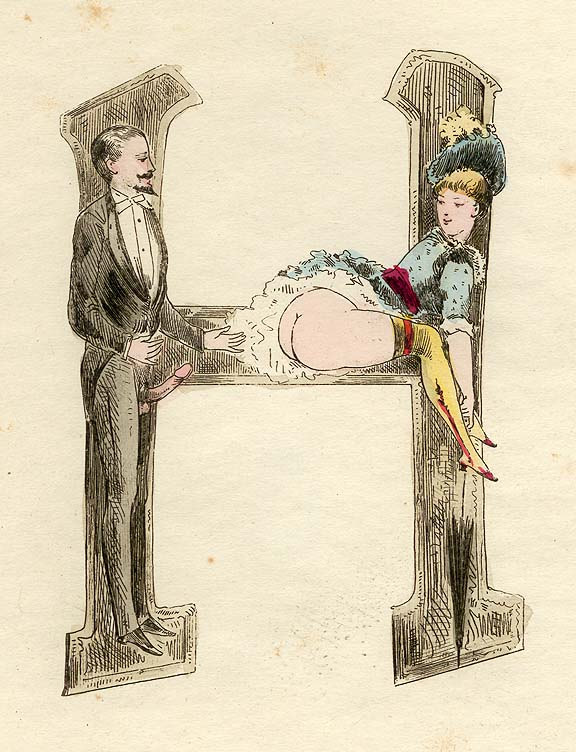
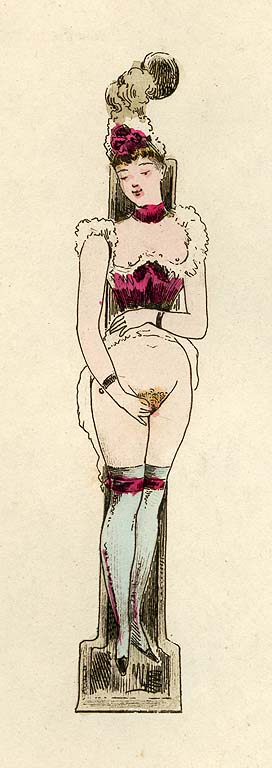
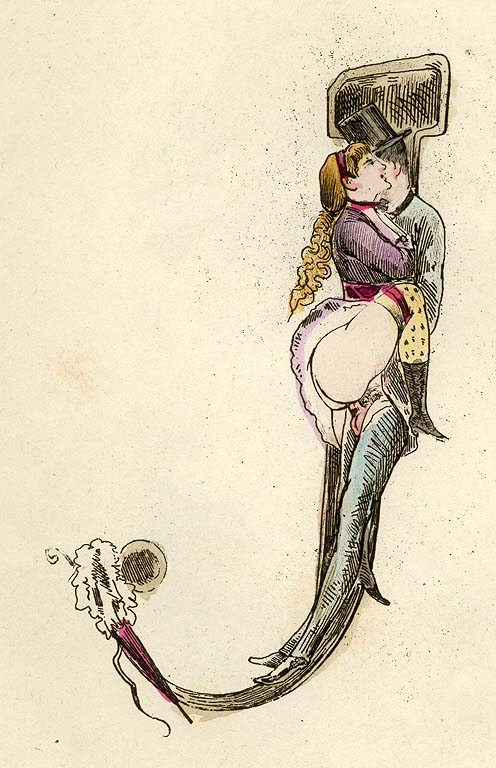
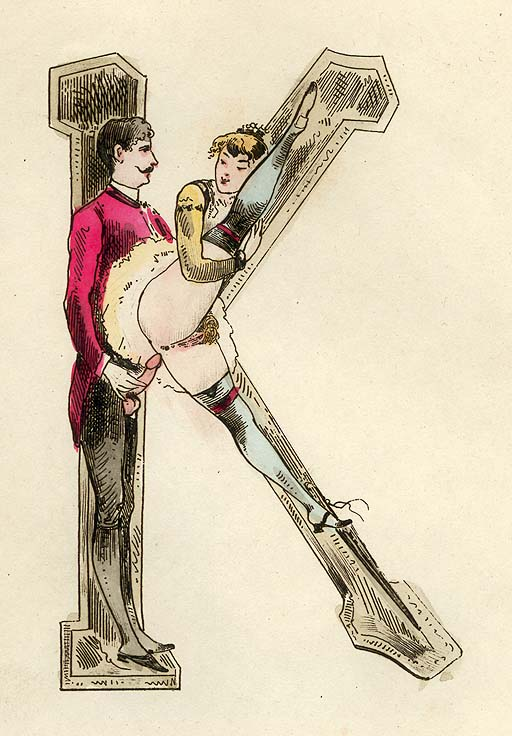
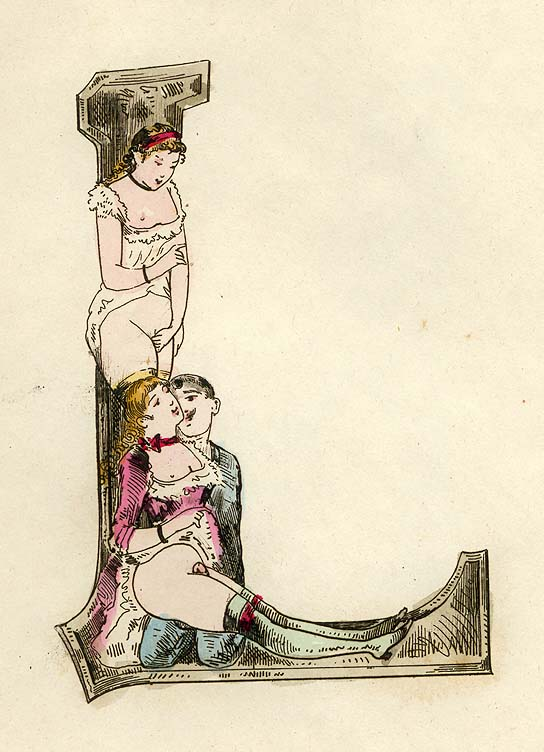
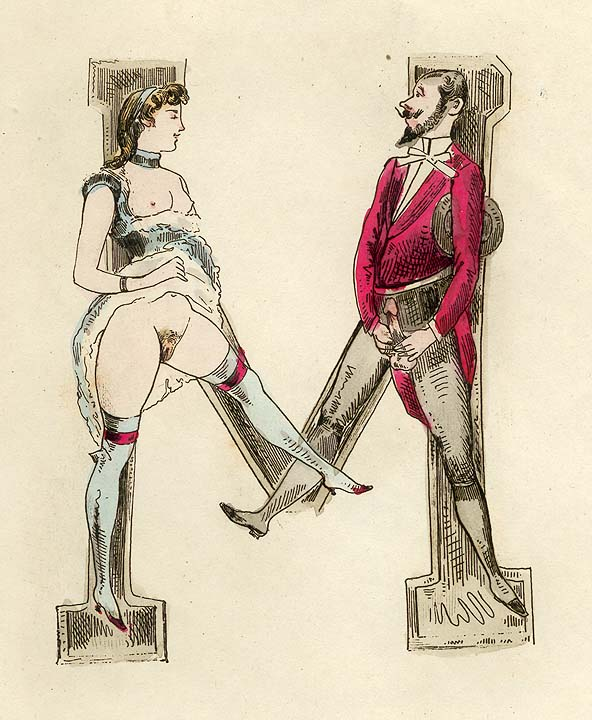
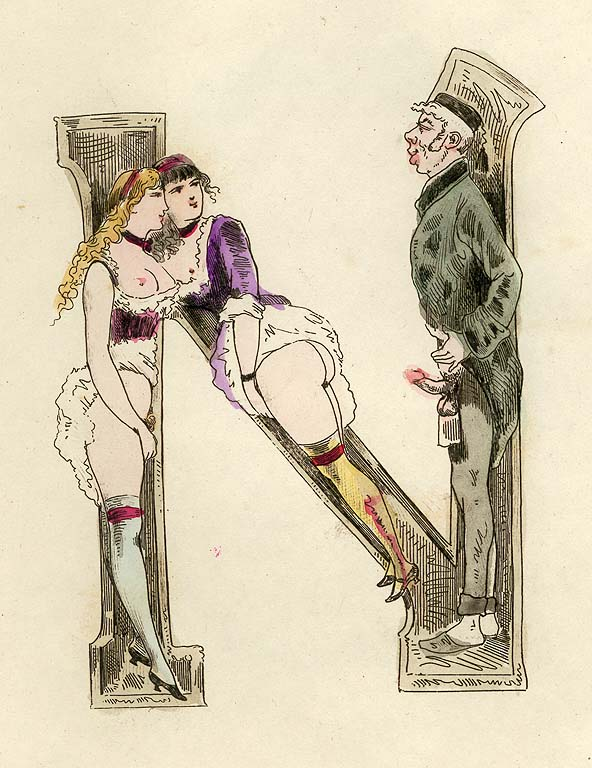
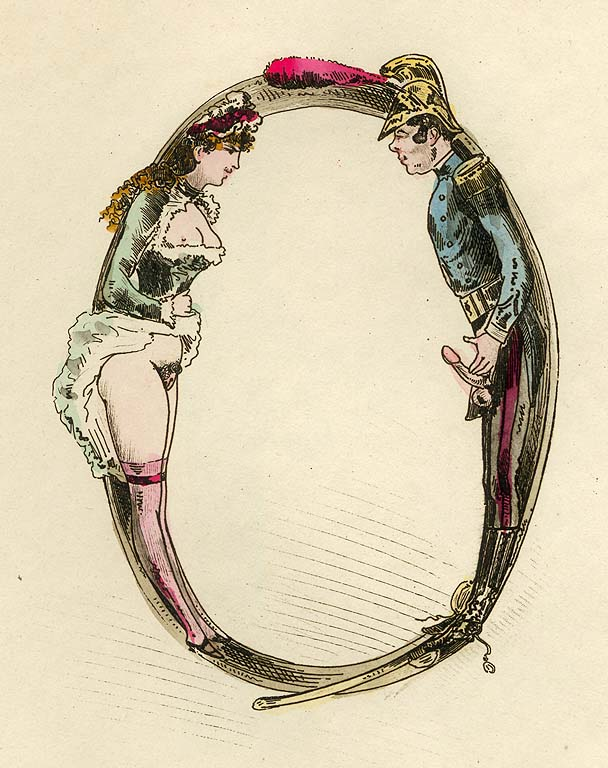
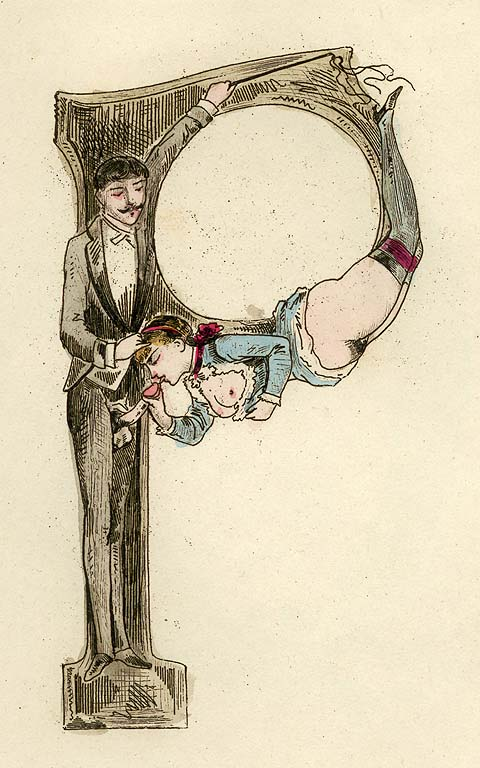
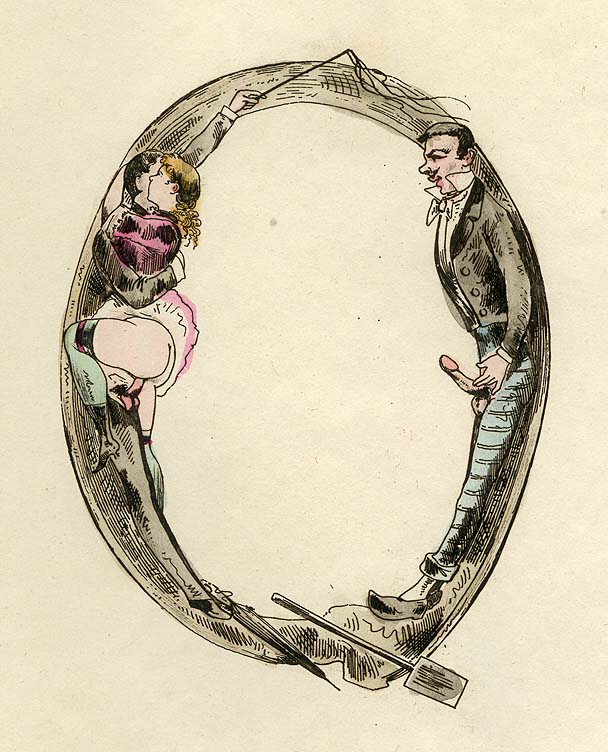
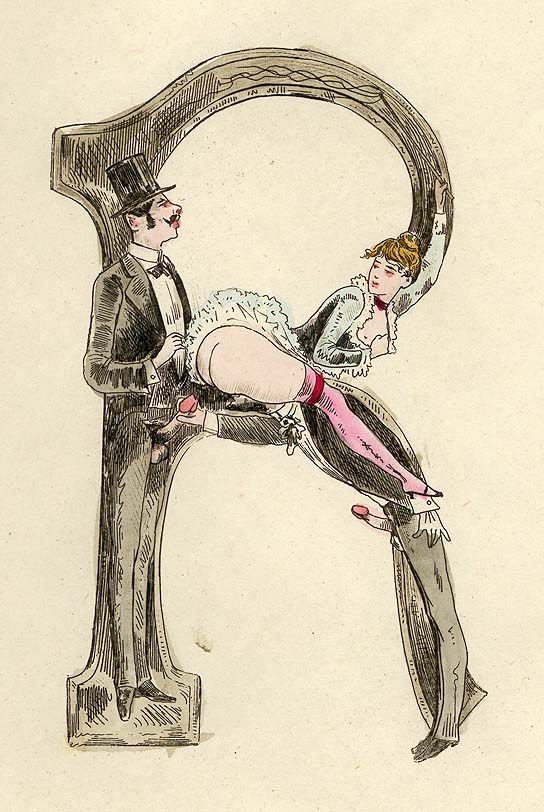
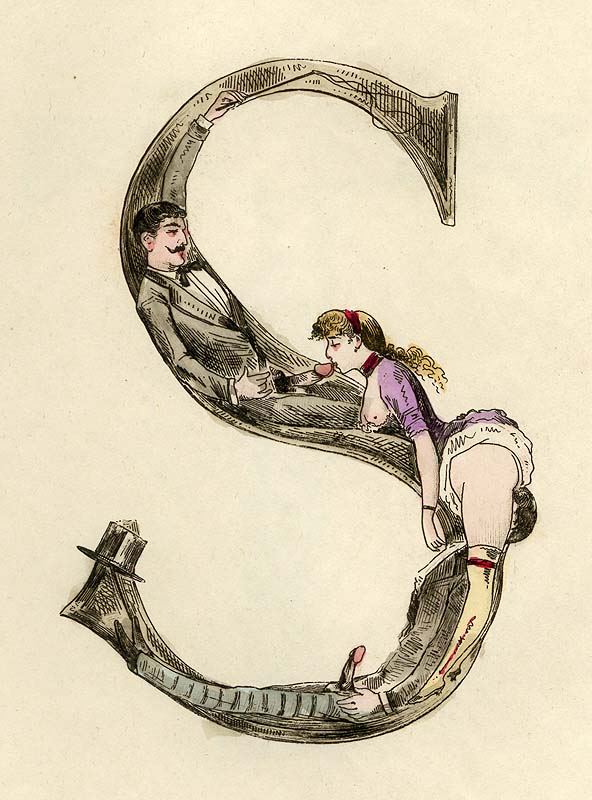
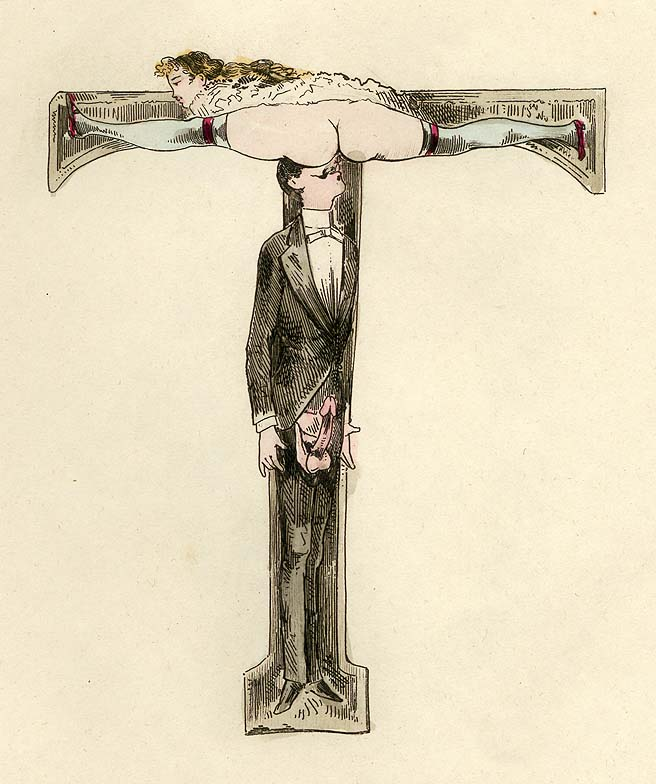
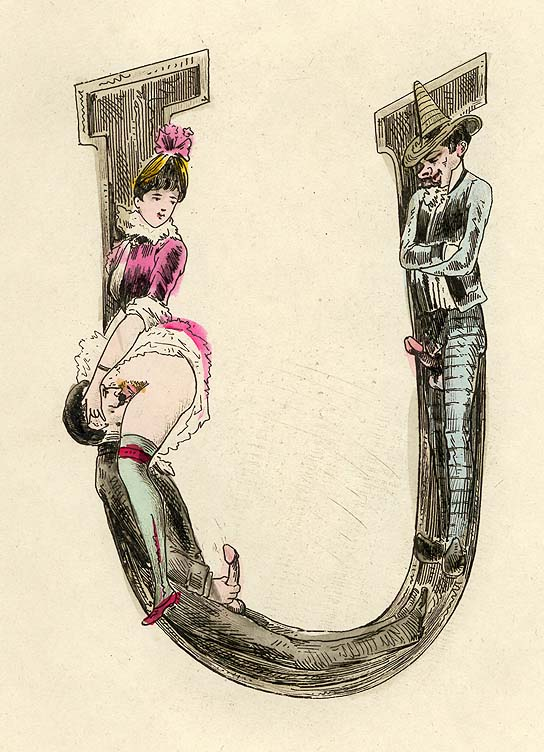
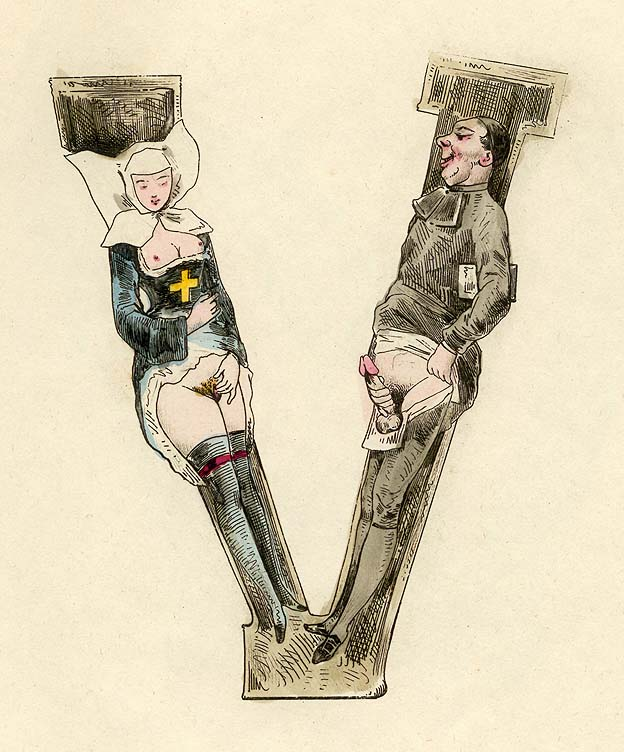
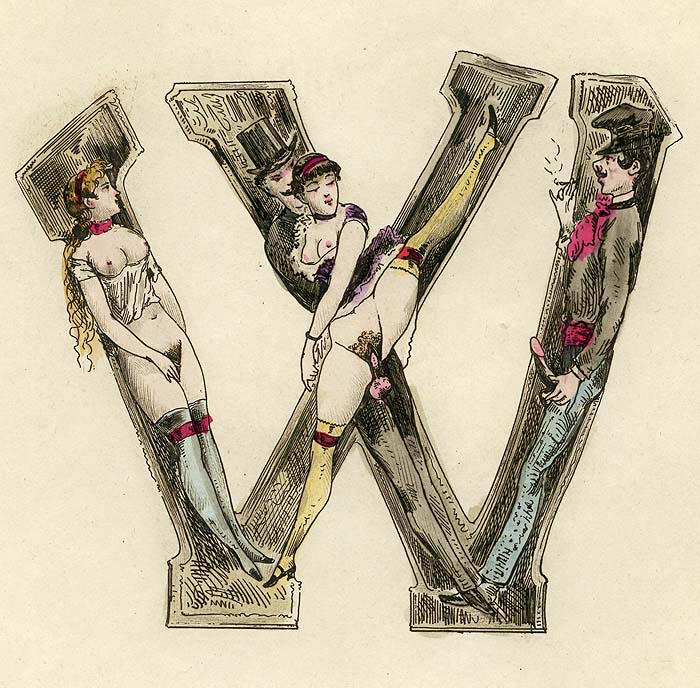
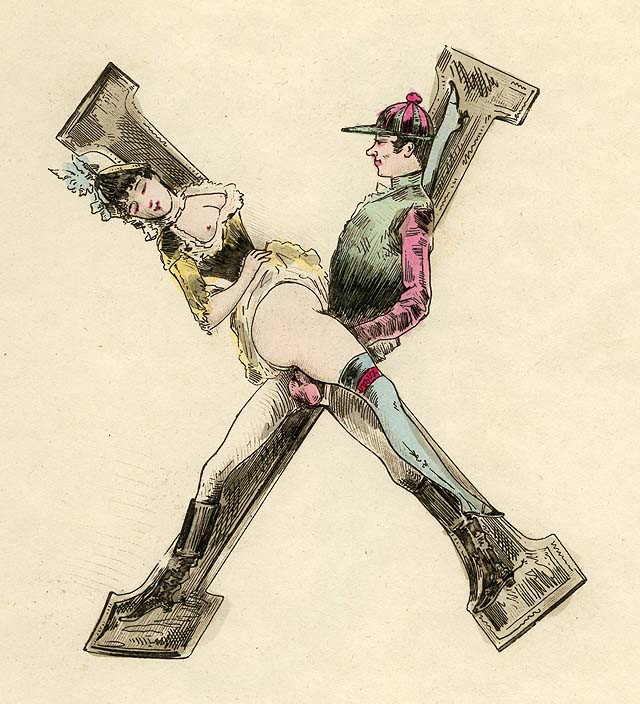
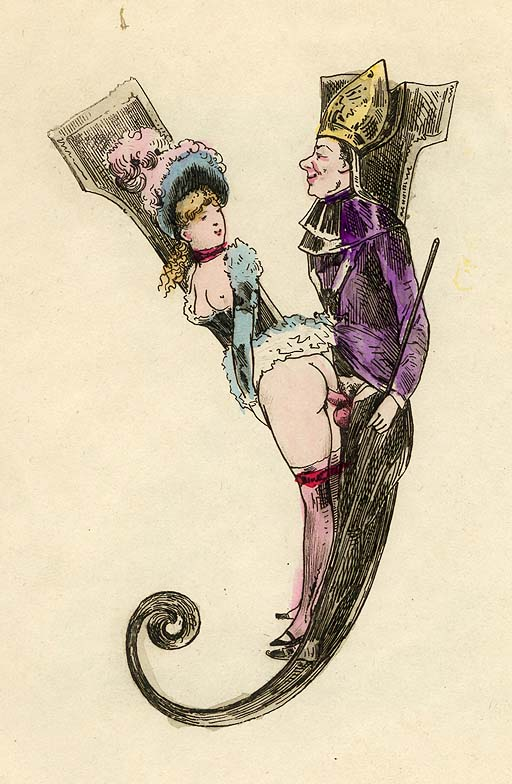
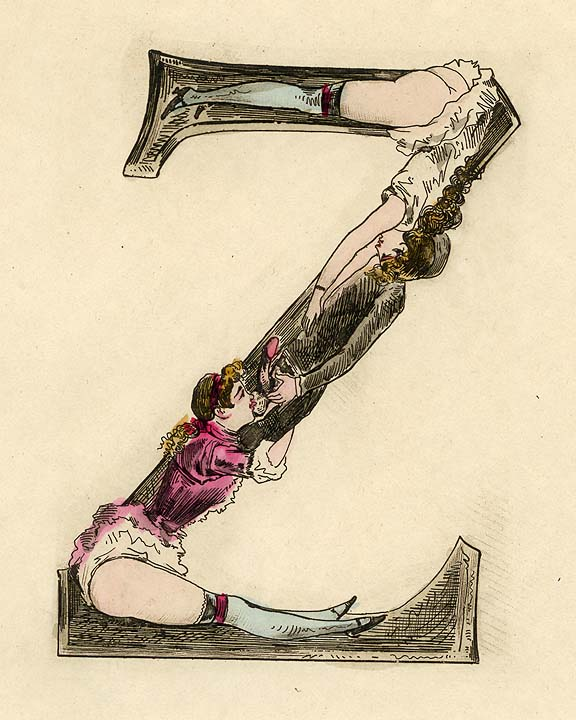